# 1976年の台風
1976年の台風（1976ねんのたいふう、太平洋北西部で発生した熱帯低気圧）のデータ。台風の発生数は25個であった。
日本には13個の台風が接近したが、うち本土に上陸したのは台風12号と台風17号の2個であった。特に9月に上陸した台風17号は、日本全国に記録的な大雨をもたらして多数の犠牲者を出した。この台風による降雨量は800億トンを超え、歴代1位ともいわれる。

## 月別の台風発生数
| 1月 | 2月 | 3月 | 4月 | 5月 | 6月 | 7月 | 8月 | 9月 | 10月 | 11月 | 12月 | 年間 |
| --- | --- | --- | --- | --- | --- | --- | --- | --- | ---- | ---- | ---- | ---- |
| 1   | 1   |     | 2   | 2   | 2   | 4   | 4   | 5   | 1    | 1    | 2    | 25   |

## 「台風」に分類されている熱帯低気圧

### 台風1号（キャシー）
197601・01W

### 台風2号（ローナ）
197602・02W

### 台風3号（マリー）
197603・03W・コンシン

### 台風4号（ナンシー）
197604・04W

### 台風5号（オルガ）
197605・05W・ディダン

### 台風6号（パメラ）
197606・06W

### 台風7号（ルビー）
197607・07W・フアニン

### 台風8号（サリー）
197608・08W・イサン

### 台風9号（テレーズ）
197609・09W

### 台風10号（ヴァイオレット）
197610・10W・ルーシン

### 台風11号（ウィルダ）
197611・11W

### 台風12号（アニータ）
197612・12W・マリン

### 台風13号（ビリー）

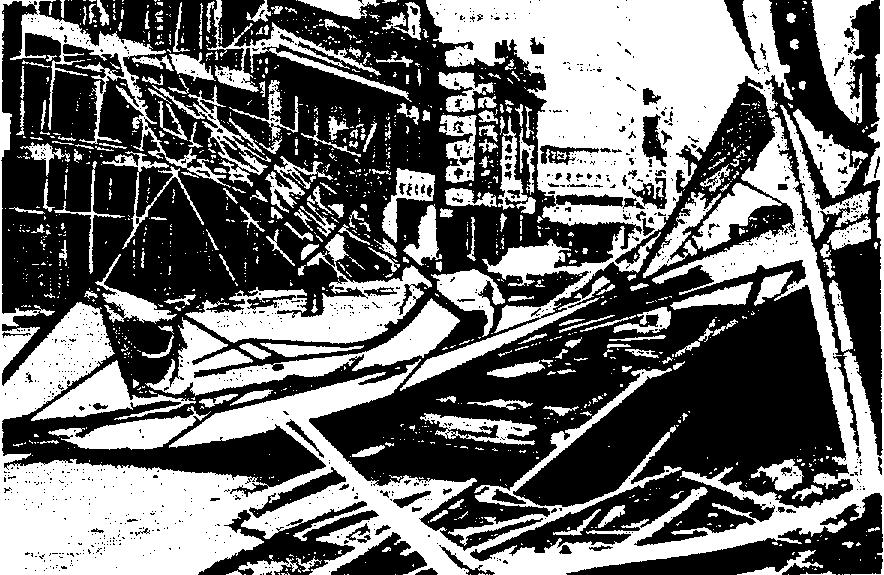
台風による被害

197613・13W・ニタン

### 台風14号（クララ）
197614・14W

### 台風15号（ドット）
197615・15W・オサン

### 台風16号（エレン）
197616・16W・パリン

### 台風17号（フラン）
197617・17W・レミン

### 台風18号（ジョージア）
197618・18W

### 台風19号（ホープ）
197619・19W

### 台風20号（アイリス）
197620・20W・トヤン

### 台風21号（ジョアン）
197621・21W

### 台風22号（ルイーズ）
197622・22W・ウェルプリン

### 台風23号（マージ）
197623・23W・ユニン

### 台風24号（ノラ）
197624・24W・アリン

### 台風25号（オパール）
197625・25W・バシアン